# 개성 남대문
개성 남대문(開城南大門)은 개성직할시에 있는 개성 내성(內城)의 남문(南門)이다. 유네스코 세계문화유산인 개성역사유적지구의 일부이다.

## 역사
1391년에 착공하여 1394년(태조 3년)에 완공했다. 그 뒤 여러 차례의 보수를 했으며, 1900년(광무 4년)에 크게 개수했다. 일제강점기때 성벽이 없어졌다
1950년 한국 전쟁 때 파괴되어 1954년에 다시 복구하였다. 내성은 1393년(태조 2년)에 쌓은 석성(石城)으로 남대문, 동대문, 북소문 등 7개의 문과 두 곳에 수구문(水口門)을 설치하였다. 남대문은 돌로 된 축대 위에 있는 목조단층 문루로서 정면 3칸(12.63m), 측면 2칸(7.96m)이다. 직사각형으로 다듬은 화강석을 쌓아 만든 축대의 가운데에 무지개문(虹霓門)을 만들었다. 문루의 네 모서리의 기둥들을 약간 안쪽으로 눕혀 건물을 안정되게 보이도록 하면서 건물의 강도도 높여 주었다. 지붕은 겹쳐마의 합각지붕이고 공포(栱包)는 안팎 3포로 짜올려 고려 말기의 특징을 나타내고 있다.
단청은 궁궐에 사용되는 모로단청으로 되어있으며, 정면에서 보았을 때 문루의 왼쪽편에는 연복사종이 걸려있다. 이 범종은 1563년 연복사가 불타없어진 이후, 절에 있던 종을 옮겨온 것으로 알려져있다.

## 개성 역사유적 지구
개성 남대문은 2013년 6월 23일, 제37차 유네스코 세계유산 위원회 회의에서 개성 성곽 5개 구역, 개성 성균관, 개성 첨성대 유적, 만월대 유적, 선죽교, 숭양서원, 표충사, 현릉(왕건릉) 및 7개 왕릉과 명릉, 현정릉(공민왕릉)과 함께 세계유산 개성역사유적지구(The Historic Monuments and Sites in Kaesong)로 등재되었다.

## 같이 보기
- 연복사종

## 참고 문헌
- 개성의 문화유적(Historie Monuments and Sites in Kaesong). 발행처: 국립문화재연구소. 발생일: 2013년 11월 20일. ISBN 978-89-299-0285-8 93910. 발간등록번호. 11-1550011-000616-01